# Julio Buffarini
Julio Alberto Buffarini (General Cabrera, 18 agosto 1988) è un calciatore argentino, difensore o centrocampista del  Rampla Juniors.

## Palmarès

### Club

#### Competizioni nazionali
- Campionato argentino: 3

San Lorenzo: Torneo Inicial 2013
Boca Juniors: 2017-2018, 2019-2020
- Supercopa Argentina: 2

San Lorenzo: 2015
Boca Juniors: 2018
- Copa Diego Armando Maradona: 1

Boca Juniors: 2020

#### Competizioni internazionali
- Coppa Libertadores: 1

San Lorenzo: 2014

### Individuale
- Squadra della stagione di Coppa Libertadores: 1

2014
- Squadra della stagione del Campionato argentino: 1

2015